# Kapitein Haddock
Kapitein Archibald Haddock is een van de vaakst voorkomende personages in De avonturen van Kuifje van de Belgische striptekenaar en scenarist van stripverhalen Hergé (1907-1983). Vanaf De krab met de gulden scharen, het in 1941 gepubliceerde negende album in de reeks, is hij (met de hond Bobbie) de vaste metgezel van Kuifje. Kapitein Haddock is de stereotiepe figuur van de vloekende en aan whisky verslaafde zeebonk.
Na De krab met de gulden scharen draait de stripreeks niet meer echt om Kuifje en Bobbie, maar vooral om Kuifje en Haddock. De kapitein heeft vanaf dan de plaats van Bobbie als belangrijkste metgezel overgenomen.

## Oorsprong
Hij verscheen voor het eerst op 2 januari 1941 in de wekelijkse jeugdbijlage Le Soir Jeunesse van de Franstalige, Belgische krant Le Soir, waarin de Kuifje-verhalen indertijd voor het eerst gepubliceerd werden. Zijn eerste woedeaanval dateert van 1 mei 1941. Pas op 28 mei dat jaar werd voor het eerst zijn naam genoemd en dan nog alleen zijn familienaam.
In een Nederlandstalige uitgave verscheen hij voor het eerst op 23 oktober 1943 in de Belgische krant Het Laatste Nieuws, in een aflevering van De geheimzinnige ster.

## Kenmerken

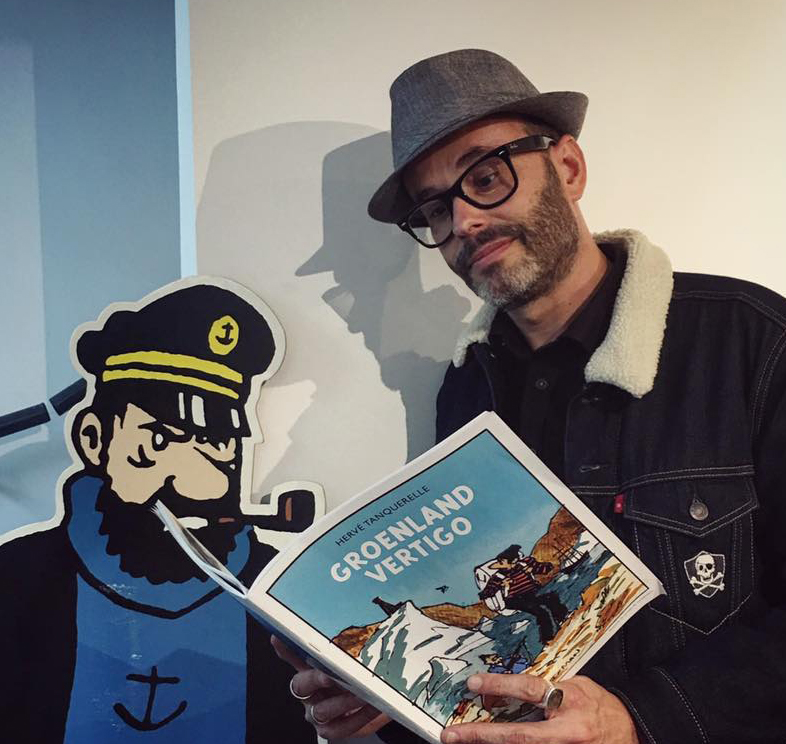
Kapitein Haddock (links), naast striptekenaar Hervé Tanquerelle

### Uiterlijk
Haddock heeft zwart haar en een volle zwarte baard. Verder is hij een pijproker en draagt hij een schipperspet. Meestal heeft hij een donkerblauwe coltrui aan, met op de borst een afdruk van een anker.

### Karakter
In de meeste verhalen is hij een verwoed whiskydrinker. Hij staat ook bekend om zijn afkeer van mineraalwater. In De krab met de gulden scharen drinkt hij whisky van het merk "Old Whisky". In De geheimzinnige ster is dat "John Haig-whisky" en in De schat van Scharlaken Rackham "Old Scotch Whisky". Hij is echter vooral bekend van het drinken van Loch Lomond-whisky.
Kapitein Haddock heeft zijn karakter deels te danken aan dat van Hergé, die daarover in een interview zei: "....kapitein Haddock, dat ben ik ook. Als ik boos word, ben ik net zo ridicuul als hij." Net als Haddock was ook Hergé een liefhebber van whisky. Tegen het eind van zijn leven dronk Hergé minder, maar volgens zijn biograaf Pierre Assouline nog steeds tegen een levercirrose aan.

Kapitein Haddock was een van de favoriete karakters van tekenaar Hergé. In een interview in het stripschrift Hergé zegt hij hierover: 
Kapitein Haddock vind ik de fijnste figuur, niet Kuifje zelf. Vroeger was Kuifje de enige figuur, met Bobbie; maar nu is hij de stille hoofdfiguur. De kapitein heeft ook fouten. Kuifje niet, hij is schematisch, Kuifje is een schema. De kapitein is veel levendiger, hij reageert zoals u en ik. Kuifje is goed, hij heeft alle goede kwaliteiten, maar hij is niet levend.
Door zijn dagelijkse contacten in de jaren veertig met zijn assistent Edgar P. Jacobs werd in de albums het opvliegende karakter van Haddock getemperd. Ook werden door Jacobs' invloed accenten gelegd op Haddocks zelfmedelijden en oprechte eerlijkheid.

### Naam
"Haddock" staat in het Frans voor "gerookte schelvis". Dit was een van de favoriete gerechten van Hergé en zijn eerste echtgenote Germaine Kieckens. In het Engels betekent het louter "schelvis". Er hebben ook een paar bekende Engelse zeekapiteins bestaan die Haddock heetten, maar het lijkt weinig waarschijnlijk dat Hergé door hen geïnspireerd werd. De tintinoloog Philippe Goddin meent dat de auteur bij zijn keuze voor de naam beïnvloed werd door de film Le Capitaine Craddock uit 1931. Hergé en zijn echtgenote Germaine hadden de film gezien en de muziek was zo goed bevallen, dat ze een 78 toerenplaat met de soundtrack aanschaften. In de film komt het populaire lied Les Gars de la Marine voor (De jongens van de marine, oorspronkelijke Duitse titel: Das ist die Liebe der Matrosen). In De krab met de gulden scharen zingt Haddock dat lied.
De naam Haddock wordt voor het eerst genoemd aan het einde van De krab met de gulden scharen. Zijn voornaam Archibald, een naam van Schotse oorsprong, valt alleen in het 23e Kuifje-album Kuifje en de Picaro's uit 1976. Er zijn twee lijstjes bewaard gebleven waarop Hergé een aantal voornamen had opgeschreven waaruit hij wilde kiezen. Vrijwel alle namen waren Engelstalig. Naast die van Archibald had hij ook Richard en Patrick als mogelijkheden omcirkeld. Hij dacht onder meer ook aan Harold of Harry. De naam Marmaduke had hij ook opgeschreven, om er later achter te zetten: "te ridicuul".

### Familie
Kapitein Haddock is het enige personage in de Kuifje-verhalen van wie een voorvader bekend is. Over Haddocks overige familie en familierelaties wordt in de verhalen niets bekend.

### Persoonlijk idioom
Zeer kenmerkend voor de kapitein is zijn zeer uitgebreide repertoire aan krachttermen en scheldwoorden, een eigenschap die hij deelt met zijn voorvader François Hadoque. De verwensingen die Haddock uit als hij kwaad is hebben te maken met allerhande zaken, zoals wetenschap, geschiedenis en zijn eigen zeemansberoep. Hij kan een hele reeks krachttermen uiten zonder in herhaling te vallen.
Hergé kon zich evenwel niet alle scheldwoorden veroorloven. Zijn strips waren primair bedoeld voor kinderen, ze verschenen in een rooms-katholiek blad en er was een censor. Naar zijn zeggen werd hij voor Haddocks beledigingen geïnspireerd door een verkoopster van sla op een Brusselse markt. Een klant had zijn twijfels geuit over de kwaliteit van de groente, waarop de koopvrouw de klant zou hebben uitgemaakt voor "Pacte à Quatre" ("Traktaat van Vier"), doelend op een afspraak uit 1933 van vier westerse landen in de Volkenbond, waarover indertijd de kranten volstonden.
In de pers verschenen in de jaren dertig van de twintigste eeuw meerdere scheldwoorden die doen denken aan die van Haddock. De extreemrechtse Léon Degrelle, voor wie Hergé tekenwerk verrichtte, noemde in pamfletten zijn politieke tegenstanders "menseneter", "holbewoner met een priesterkleed aan", "debiele kwezel" en "grienende plunderaar". Léon Bloy maakte Émile Zola uit voor "idioot uit de Pyreneeën". Volgens Assouline is de gewoonte om op die manier te schelden van invloed geweest op Hergé. Zelf vertelde Hergé in 1977 aan de BBC dat zijn toenmalige medewerker Edgar P. Jacobs een inspiratie was; Jacobs kon zomaar uitbarsten in enorme scheldkanonnades.
Het bekendst en in de albums het meest gebruikt is de krachtterm "duizend bommen en granaten", die al in 1902 voorkomt in het Woordenboek der Nederlandsche Taal, deel 3. De meest uitgebreide versie is "honderdduizend miljard bliksembommen en dondergranaten". Het scheldwoord "ellendelaren" komt alleen voor in de Kuifje-albums.
In latere versies van De krab met de gulden scharen werden de racistisch klinkende woorden "nikker" en "anthraciet" vervangen door "sukkel" en "coloradokever". Sommige andere, zoals "Zoeloes", zijn ook enigszins omstreden, aangezien die ook als racistisch kunnen worden opgevat.

## De erfenis van kapitein Haddock
De erfenis van kapitein Haddock is de enige titel van een Kuifje-strip met de naam van Haddock erin. Het werd onder die naam vanaf 25 mei 1944 zes keer per week gepubliceerd in de Belgische krant Het Laatste Nieuws. Na 83 afleveringen van één strook werd de uitgave op 2 september 1944 afgebroken bij de bevrijding van Brussel. Het verhaal is nadien uitgekomen onder een andere titel: Het geheim van de Eenhoorn.

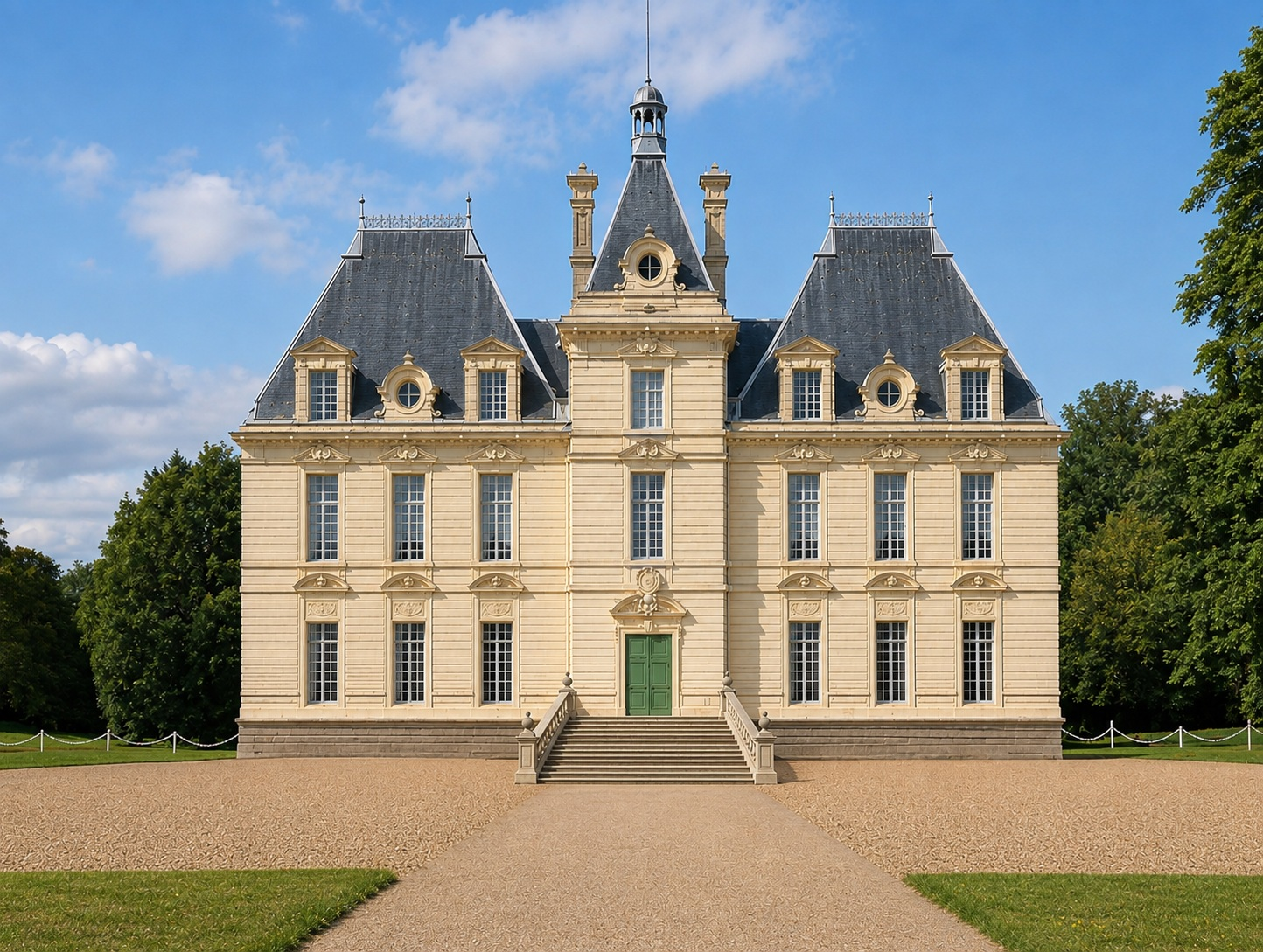
Artistieke impressie van kasteel Molensloot

## Molensloot
In verscheidene avonturen wonen Haddock en professor Zonnebloem in het kasteel van Molensloot, dat Haddock aan het eind van De schat van Scharlaken Rackham gekocht heeft met de opbrengst van Zonnebloems patent op de duikboot, waarmee ze in ditzelfde verhaal naar de schat van een verre voorvader van Haddock zochten, die zich overigens in kasteel Molensloot zelf bleek te bevinden. Het kasteel was vroeger al in het bezit van Haddocks voorvaderen geweest. Kuifje logeert er regelmatig. Andere bewoners van het kasteel zijn de butler Nestor en professor Zonnebloem.
Hierna beginnen de meeste Kuifje-verhalen op het kasteel Molensloot, waarna de hoofdpersonen afreizen om elders een nieuw avontuur te beleven.

## Avonturen (selectie)
Bij zijn debuut in De krab met de gulden scharen is Haddock de kapitein van de Karaboudjan. Hij is goudeerlijk en bedoelt het goed, maar hij is ook volkomen verslaafd aan whisky waardoor hij niet in de gaten heeft wat er aan boord van zijn schip gebeurt. De Karaboudjan is de facto in handen van de verraderlijke stuurman Allan Thompson. Thompson zorgt dat de kapitein permanent dronken is, zodat hijzelf zich ongehinderd kan bezighouden met duistere praktijken. Haddock toont zich gevoelig voor het advies van Kuifje om de drank te laten staan, maar dat valt hem niet makkelijk.  Hij wordt psychotisch, bruut en kwaad door de drank. Zo steekt hij dronken een reddingsboot in brand, laat een vliegtuig neerstorten en probeert Kuifje te wurgen als hij hem voor een fles drank aanziet. Aan het eind van De krab met de gulden scharen geeft hij een radiorede over de gevaren van alcohol voor zeelui. Dan pas wordt hij voor het eerst bij naam genoemd, en alleen bij zijn achternaam, bijna dertig pagina's na zijn debuut.
In alle volgende verhalen, met uitzondering van Kuifje en het Zwarte Goud, speelt Haddock met Kuifje en Bobbie de hoofdrol. Haddock krijgt een steeds betere grip op zijn drankprobleem. In het volgende verhaal, De geheimzinnige ster, is hij benoemd tot (ere)voorzitter van de Liga der Zeevarende Geheelonthouders (in het begin van het verhaal wordt hij voorgesteld als voorzitter, aan het eind als erevoorzitter). Overigens maakt hij in dat verhaal, en ook later, af en toe een whiskyfles leeg. Zijn gedrag is dan weer onberekenbaar.
Het begin van Kuifje en het Zwarte Goud verscheen in 1939/1940, toen de figuur Haddock nog niet bestond. Het vervolg werd door de Tweede Wereldoorlog onderbroken. Na de oorlog hervat Hergé het verhaal als Haddock al in zes verhalen is voorgekomen. Hergé ondervangt zijn afwezigheid door op pagina drie een telefoontje van Haddock in te voegen, waarin hij meedeelt geen tijd te hebben om bij Kuifje langs te komen omdat hij gemobiliseerd is. Aangezien de lezer volgens Hergé toch zijn aanwezigheid verwacht, komt Haddock aan het eind van het verhaal, dat pas na de oorlog getekend werd, als deus ex machina om Kuifje uit gevangenschap te bevrijden. Telkens als de kapitein wil vertellen hoe hij Kuifje gevonden heeft, wordt hij onderbroken en de lezer komt de uiteindelijke reden niet te weten.
In Mannen op de maan is Haddock een van de eerste mensen die op de maan loopt. Halverwege de reis wil hij uit de raket springen, omdat hij beneveld door de drank tot de overtuiging komt dat hij geen zin meer heeft in de reis. Kuifje weet hem net op tijd van een gruwelijke dood te redden.
In De zaak Zonnebloem zijn Kuifje en Haddock te gast bij professor Topolino en probeert de kapitein voor alles zijn fles wijn te beschermen, zelfs nadat er een bomaanslag is geweest op het huis van Topolino. Hetzelfde doet hij in het volgende verhaal, Cokes in voorraad, wanneer er in een vliegtuig een bom ontploft. In Kuifje in Tibet ontdekt Haddock dat de yeti zijn whisky heeft gestolen en opgedronken. Uitzinnig van woede wil hij het dier een goed pak slaag gaan geven en wordt vervolgens onder een sneeuwlawine bedolven.
In Kuifje en de Picaro's vindt professor Zonnebloem een middel uit dat aan elke druppel alcohol een vreselijke smaak geeft. Haddock drinkt dan geen alcohol meer. Haddock grijpt in de tekenfilmserie minder vaak naar de fles dan in de originele stripverhalen. Dit is door de makers gedaan om voor kinderen promotie van alcohol tegen te gaan.
Haddock gelooft niet in mythes. Zo trekt hij in Vlucht 714 het bestaan van vliegende schotels in twijfel en in Kuifje in Tibet zegt hij in eerste instantie niet te geloven in het bestaan van de yeti.
Professor Zonnebloem is vaak een mikpunt van zijn agressie, hoewel hij zeer op hem gesteld is, wat blijkt uit de bezorgdheid die hij uit als de professor ontvoerd is in het verhaal De 7 kristallen bollen.
In Kuifje in Tibet bungelt hij hoog in de bergen aan een touw dat verbonden is met Kuifje. Om te voorkomen dat ook zijn dierbare vriend naar beneden stort, aarzelt hij geen moment en begint hij met het doorsnijden van het klimtouw waarmee hij aan Kuifje vastzit. Op het laatste moment worden beiden alsnog gered.

## Film- en musicalvertolkingen
- Acteur Georges Wilson speelde de rol van kapitein Haddock in de film Kuifje en het geheim van het Gulden Vlies. In de tweede Kuifje-film, Kuifje en de blauwe sinaasappels, nam Jean Bouise de rol voor zijn rekening.
- In de tekenfilmserie De avonturen van Kuifje werd de stem van Haddock ingesproken door Luk De Koninck.
- In de musical Kuifje: De Zonnetempel speelden Henk Poort en Karel Deruwe de rol van de kapitein.
- In de film The Adventures of Tintin: The Secret of the Unicorn werd de rol gespeeld door Andy Serkis, die aan de stem van Haddock een Schots accent geeft.[10]